# エゴール・リガチョフ
エゴール・クジミッチ・リガチョフ（ロシア語: Его́р Кузьми́ч Лигачёв, ラテン文字転写: Egor Kuz'mich Ligachyov、1920年11月29日 - 2021年5月7日）は、ソビエト連邦およびロシアの政治家。
ミハイル・ゴルバチョフ時代のソ連共産党保守派の領袖。中央委員会書記を務めた。ソ連崩壊後はロシア共産党員となり、1999年から2003年に下院議員を務めた。

## 来歴、人物

### 生い立ち、初期の経歴
1920年11月29日、シベリアノヴォシビルスクに近いドゥビンキノ村出身。第二次世界大戦中の1943年にセルゴ・オルジョニキーゼ（名称モスクワ航空大学）を卒業する。1943年から1949年まで、航空技術者として働く。1944年ノヴォシビルスクでソ連共産党に入党し、戦後の1945年からノヴォシビルスクで党活動を開始する。コムソモールノヴォシビルスク地区委員会第一書記などを経て、1951年にはソ連共産党中央委員会付属高級党学校で学んでいる。

### 第二書記へ
共産党官僚（アパラチキ）としては、ニキータ・フルシチョフによる非スターリン化に伴い台頭した世代にあたる。1953年ノヴォシビルスク州文化部長。1955年ノヴォシビルスク州執行委員会副議長。1961年から1965年まで、党中央委員会勤務となり、宣伝部副部長などを歴任する中で、ユーリ・アンドロポフの知遇を得たとされる。レオニード・ブレジネフ時代の1965年にシベリアのトムスク州党第一書記、翌1966年党中央委員候補を経て、1976年党中央委員となる。1983年アンドロポフ書記長によってソ連共産党中央委員会書記（党組織担当）に任命される。1985年3月、コンスタンティン・チェルネンコ書記長の死去に伴う後継書記長選出に当たっては、ゴルバチョフを支持。4月政治局員となり、イデオロギー担当書記、最高会議連邦会議外交委員長となり、ゴルバチョフ政権の「第二書記」となる。

### 共産党保守派の総帥として
リガチョフは、元来、ゴルバチョフらとともにアンドロポフによって登用されたことからわかるように、ブレジネフ期の「停滞の時代」を改革する必要性を認識していた。しかし、ゴルバチョフがペレストロイカ政権当初に掲げた、急進的改革の姿勢とは相違し、市場経済の批判、党官僚の既得権益擁護など、改革に対しては次第に保守的になり、党内の保守派の代表者となっていった。ゴルバチョフ政権初期の反アルコールキャンペーンの主導に代表されるように、リガチョフの政治姿勢は強権的、硬直的ですらあった。
1987年以降リガチョフは保守的論調を強め、急進改革派と事あるごとに対立していくようになっていった。レニングラードのニーナ・アンドレーエワ（後の全連邦共産党ボリシェヴィキ党首）が執筆した反ペレストロイカ論文支持や、スターリン批判、新思考外交への反対、ボリス・エリツィンとの確執などが挙げられる。1988年秋の党人事異動でイデオロギー担当を外され、農業政策担当、党中央委員会農業委員会議長に任命される。これは、事実上の左遷であった。
1990年7月の第28回ソ連共産党大会で、ゴルバチョフは書記長制を廃止し、党議長、副議長制を導入しようとした。党議長、副議長制に対してリガチョフは、先に導入された大統領制とともに共産党体制を崩壊せしめるものとして批判した。結局、党議長制は撤回され、書記長の下に副書記長職を新設することとなった。ゴルバチョフは、ウクライナ共産党第一書記のウラジーミル・イワシコを推薦したのに対抗して、エゴール・リガチョフも立候補した。投票の結果、イワシコがリガチョフを大差で破って当選した。これは、代議員たちがリガチョフが副書記長に選出されることによって、改革派と保守派に共産党が分裂することを懸念したためである。ゴルバチョフはリガチョフを党の役職から外すことに成功するが、さらに党保守派からは、新たに設立されたロシア共産党第一書記のイワン・ポロスコフやレニングラード党第一書記のボリス・ギダスポフが台頭し、ゴルバチョフを追い込むことになった。

### ソ連崩壊後
1991年のソ連崩壊に伴い、1993年にロシア連邦共産党が結成されると、当初から共同設立者に名を連ねるとともに中央委員に選出され、同年に行われた国家会議（下院）代議員選挙に共産党から立候補し当選した。以後3回連続で当選し、下院議員としては最高齢の代議員となったが、2003年に統一ロシアのウラジーミル・ジドキフに破れ議席を失った。
2021年5月7日、モスクワで死去。肺炎で入院していた。

## 著作(訳)
- 『ゴルバチョフの謎』大熊秀治監訳、東京新聞社出版局、1993年